# Westwood (Kalifornia)
Westwood – jednostka osadnicza w Stanach Zjednoczonych, w stanie Kalifornia, w hrabstwie Lassen.